# Rathaus Lichtenfels (Oberfranken)

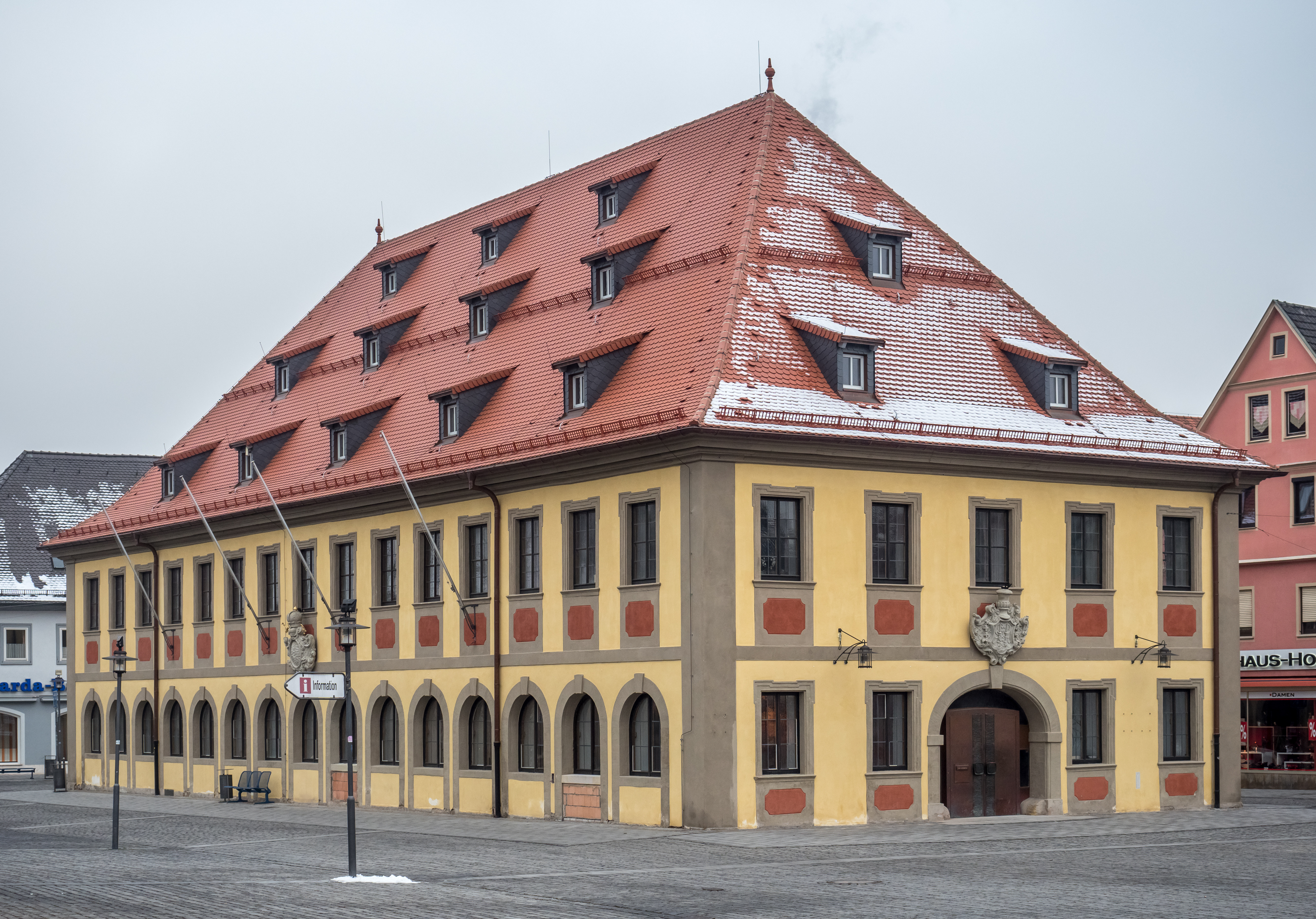
Rathaus in Lichtenfels

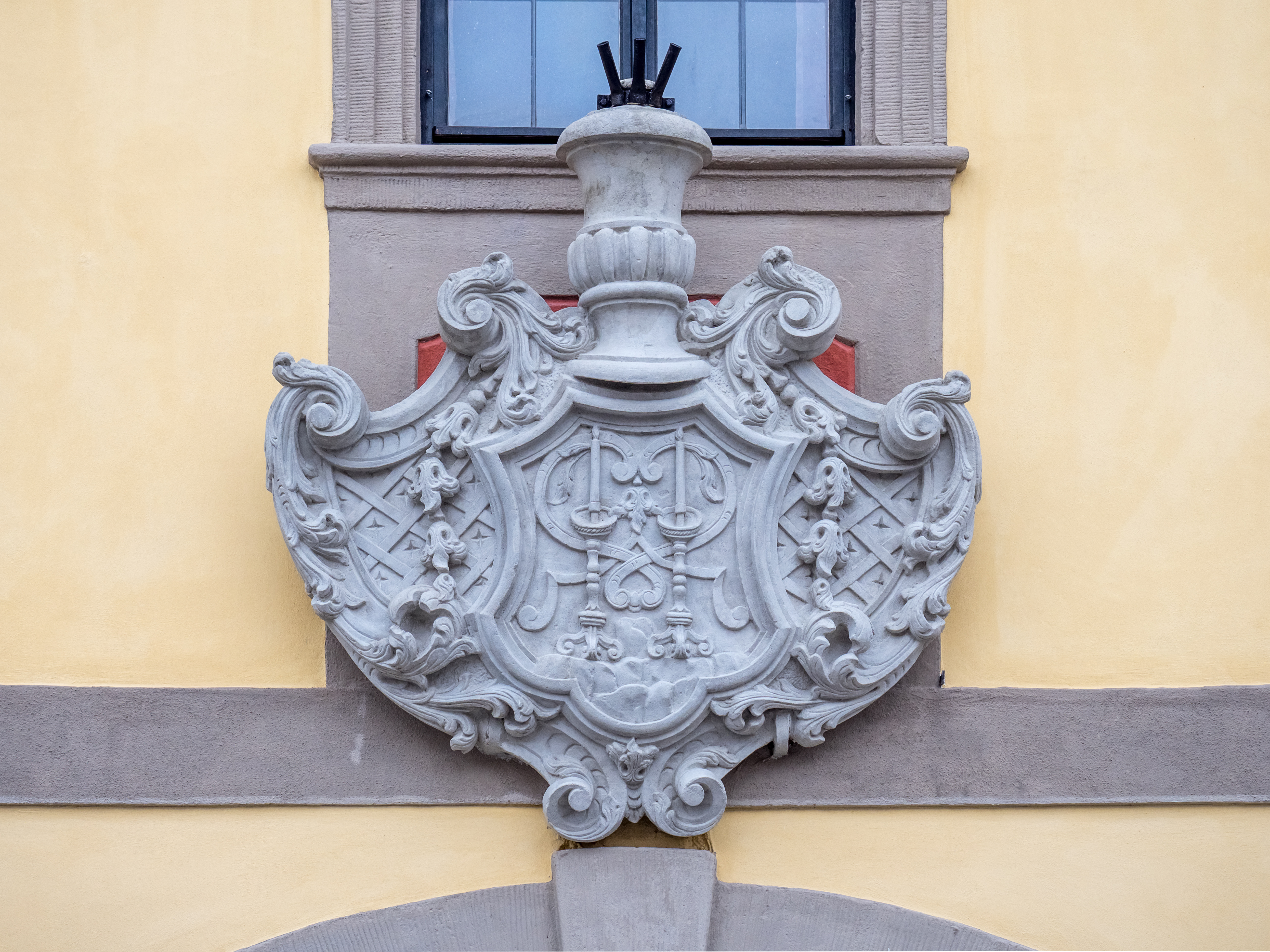
Wappen der Stadt

Das Rathaus in Lichtenfels, einer Stadt im oberfränkischen Landkreis Lichtenfels in Bayern, wurde 1743 von Justus Heinrich Dientzenhofer errichtet. Das Rathaus am Marktplatz 1, allseitig frei am Marktplatz stehend, ist ein geschütztes Baudenkmal. 
Der zweigeschossige verputzte Walmdachbau mit fünfzehn zu fünf Fensterachsen hat Ecklisenen und ein hohes Dach. Die Mitte des Gebäudes wird mit einer schönen Wappenkartusche betont.   